# Stazione di Madonna del Pilone
Stazione di Madonna del Pilone vasútállomás Olaszországban, Cavallermaggiore településen.

## Vasútvonalak
Az állomást az alábbi vasútvonalak érintik:
- Alessandria–Cavallermaggiore-vasútvonal

## Kapcsolódó állomások
A vasútállomáshoz az alábbi állomások vannak a legközelebb:
- Stazione di Cavallermaggiore
- Stazione di Bra